# Kohei Hirate

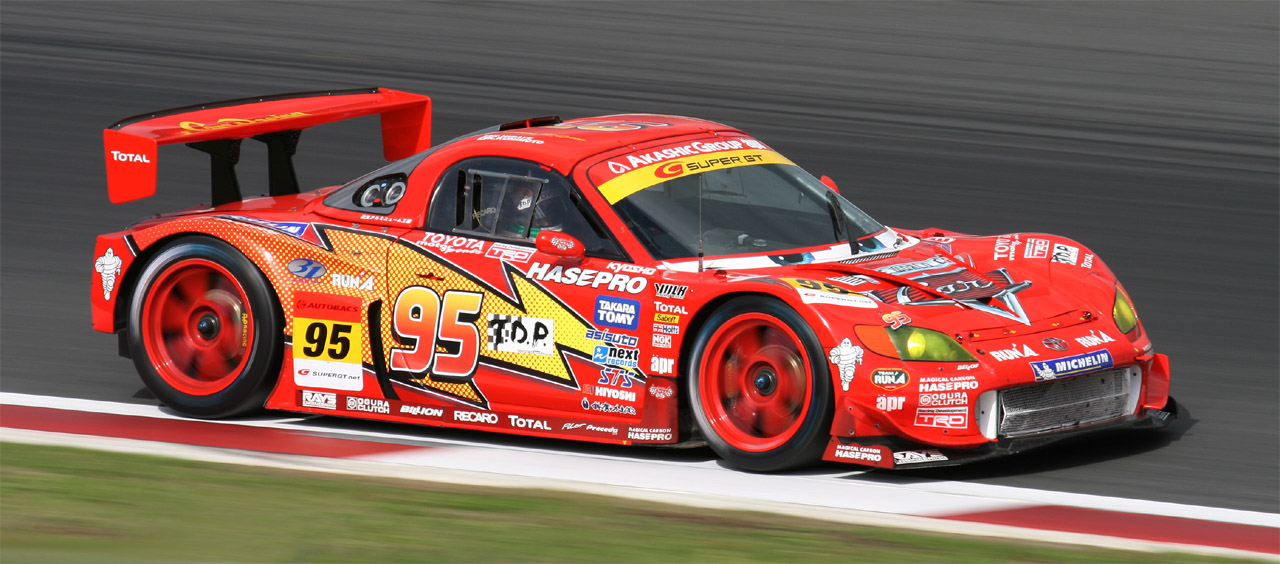
Kohei Hirate en Super GT, au volant de la "Lightning McQueen apr MR-S", victorieuse de la course de Fuji, dans la catégorie GT300.

Kohei Hirate, né le 24 mars 1986 à Komaki, est un pilote automobile japonais.

## Carrière
- 2003 : Championnat d'Italie de Formule Renault
- 2004 : Championnat d'Italie de Formule Renault
- 2005 : Formule 3 Euro Series
- 2006 : Formule 3 Euro Series
- 2007 : GP2 Series